# Istorija fitoterapije
 Istorija fitoterapije je je društvena i humanistička oblast istorije kao nauke, medicine i farmacije, koja se bavi proučavanjem razvoja „umetnosti-veštine lečenja“ u prošlosti zasnovane na upotrebi celih lekovitih biljaka ili njihovih delova u vidu eteričnih ulja, ekstrakata, čajeva, tinktura, masti i kapsula. U čovekovom oruženju od njegovog postanka ništa se nije događa bez učešće prirode iz koje je proistekla i i sama fitoterapija. Nauka o lekovitom bilju nije skorašnjeg porekla jer seže u čovekove prapočetke. Verovanje u moć bilja ima poreklo u strahu pred čudotvornim moćima prirode, i zato se prvi tragovi lečenja biljem nalaze u mitovima i bajkama koje su se prenosile sa kolena na koleno.
.

## Osnovna razmatranja
Sve životinje i biljke počev od njihovog postnka na zemlji do danas zavise jedni drugih za njihove potrebe. Suživot ljudi i životinje sa biljkama potiče od početka života na Zemlji. Biljni svet im obezbešuje prirodno sklonište, kiseonik, hranu i lekove za medicinske potrebne životinja i čoveka.
Sa evolucijom, nastala je potreba ljudi, da prepoznaju i kategorišu biljne vrste i njihovih proizvode prema njihovom značaji i ćovekovim potrebama za život. Tako je vremenom nastalo i razdvajanje biljaka na one koje se ne mogu koristiti i one koje su identifikovane i grupisane prema njihovom fitoterapijskim svojstvima, kao lekovi iz kojih se kasnije razvio tradicionalna medicinski sistem lečenja.
Prema podacima SZO, postoji 35.000 do 70.000 vrsta biljaka koje se koriste kao medikamenti. Među njima posebno su se izdvojili fitoterapeutski lekovi, ili biljke, koje imaju osobinu da leče bolesti. Najveći deo ovih biljaka zapravo ima specijalne hemijske osobine i jer sadrže materije koje se mogu koristiti kao konvencionalni lekovi, Takvih jedinjena kojih u lekovitim biljkama ima oko 150 posebno se izučavaju u okviru Etno botanike.

## Začeci fitoterapije
Život na planeti zemlji pojavio se, po dosadašnjim naučnim saznanjima pre oko 5 milijardi godina. Tokom ovako duge istorije naše planete, u jednoj određenoj etapi njenog razvoja, nastao je čovek, u svom najprostijem obliku život pre više desetina milenijuma. Priroda je postavila i održava svoje zakone, a njen neodvojivi deo svega postao je i čovek. Nastao u surovim uslovima koji su vladali na zemlji i sa jako niskim nivoom znanja o sebi i svom okruženju najveća i najteža čovekova briga bila je zdravlje i oičuvanje život. U tim pokušajima da se izbori za život i zdravlje čovek je počea da se bavi medicinom, za čije upražnjavanje su bili potrebni između ostalog i lekova, posegao je prvo za onima iz prirode. Tako je začeta fitoterapija, kao nerazdvojivi deo „primitivne” medicine.
Upotreba lekovitih biljaka takođe je prisutna i u životinjskom svetu. Čak i kognitivno slabo razvijene vrste, kao što je npr. predstavnici monarh leptira (Danaus plexippus), koriste biljke koje smanjuju infekcije u njihovim larvama. Najverovatnije ovakvo znanje je genetski prenošeno, i najverovatnije se razvilo kombinacijom empirije i genetske selekcije kroz mnoge generacije ove vrste leptira.
Pouzdano niko do danas, u tih više desetina milenijumanije čovekovog postojanja, nije utvrdio kada je začeta fitoterapija. Međutim sigurno se zna da ona najverojatnije prati čoveka kroz istoriju od kada i postoji ljudska rasa.
Brojni paleontološki podaci potvrđuju da su još neandertalci koristili veliki broj lekovitih biljaka ili njihovih ekstrakata koje su sami priparemali. Iako je ovo znanje o lekovitim svojstvima biljaka bilo oskudno, vremenom se iskustveno (empirijski) kroz bezbroj generacija primena fitoterapije stalno razvijala, pre ssvega kroz primenu brojnih metoda ili pokušaja, ali i brojnih pogrešaka. Tako je primitivni čovek na naredne genaracije prenosio stečena znanja i na taj način akumuliranjem iskustava tokom vekova stvorio solidnu osnovu za primenu fitoterapije. Za razliku od genetskog prenošenja (selekcije), od životinja, kod ljudi se ovakvo znanje prenosilo usmenim, a kasnije i pismenim putem.
Kroz iskustvo i preneseno znanje ljudi su vremenom počeli otkrivati i određene zakonitosti u fitoterapiji: npr. kako biljke deluju i kako se može utvrditi da li neka biljka deluje na bolest ili unapređenje zdravlje? Na osnovu ovakvih razmišljanja kasnije je stvorena solidna osnova za razvoj nauke, koja je na svom početku razvoja mogla samo da utvrdi one zakonitosti koje su bile dostupne tadašnjem saznanju, obrazovanju i drugim objektivnim mogućnostima čoveka.
Mnoga saznanja o fitoterapiji stečena su pre svega kroz ishranu. Tako se došlo do zaključka da npr. plodovi borovnice (Vaccinium myrtillus) nisu samo ukusni za ishranu, zbog svog aromatično-slatkastog ukusa, već da istovremeno plod borovnice, pogotovo sušen, može zaustaviti proliv, ili povećavati izmokravanje (diuretičko svojstvo). Takođe je čitav niz lekovitih biljaka, koje se pre svega koriste kao začini u ishrani (crni i beli luk, paprika, kardamom, kim, crni kim, anis...) našao svoje mesto u fitoterapiji, direktnim preuzimanjem iz kulinarsva, odnosno ishrane

## Praistorija i fitoterapija primitivnih naroda
O fitoterapiji u praistoriji postoje vrlo oskudnii podaci. Analizom raznih arheoloških ostataka (upotrebnih predmeta, ljudskih i životinjskih kostiju, crteža) i usmenih predanja, može se zaključiti da su i praistorijski narodi imali, u osnovi istu fitoterapiju kao što su je imali i primitivni narodi u kasnijim epohama, a i danas ona se održala kod nekih primitivni narodi koji žive u Africi, Južnoj Americi itd. I pored oskudne istorijske građa, očigledna je činjenica;
„...da je praistorijski čovek, uprkos svoje umne zaostalosti i svog životinjskog bitisanja kao „Homo brutus“ a kasnije i kao „Homo sapiens“ ipak bio najasavršeniji stvor i da je vladao izvesnim stvaralačkim i istraživačkim sposobnostima.“.
Paleopatološki dokazi iz davne istorijske prošlosti o nastanku bolesti i načinu njenog lečenja su veoma retki i ima ih tri vrste.
- Nađeni delovi kostura pračoveka sa patološkim promenama zbog artritisa, ankiloze,osteomijelitisa, povreda, nekroze...
- Arheološki nalazi raznih kipova i petrografa (pećinski crteži).
- Izučavanja mitova i verovanja naroda čiji stepen kulturno-civilizacijskog razvoja nije prevazišao nivo istorijskog kamenog doba. Na primer, neki stavovi onog vremena, kao model ponašanja, sačuvani su i do danas u primitivnim plemenskim zajednicama kontinenata Afrike, Australije, Azije i Južne Amerike.

Arheolozi i antropolozi su tokom proučavanja života praistorijskog čoveka i primitivnih plemena, utvrdili da je glavi nosilac empirijske medicine bila žena majka, kao i da su ta ljudska društva oduvek imala i posebne pojedince (muškarce ili žene) zadužene za isceliteljski posao. Oni su bili odgovorni za sprečavanje bolesti i lečenje bolesnih i povređenih. Njihove isceliteljske sposobnosti zasnivale su se na dva izvora - iskustvu, fitoterapiji i magiji.
Prema J. Morganu, praistorija se deli na dva velika istorijska razdoblja; Divljaštvo i Varvarstvo. Ova dva razdoblja, svako za sebe imala su svoj; niži, srednji i viši stepen razvoja.

### Divljaštvo
Divljaštvo je prva velika epoha u kojoj se formira čovek koga karakteriše neartikulisani govor i ograničeni nivo shvatanja pojava i prirode koja ga okružuje. 
Niži stepen divljaštva
U nižem stepenu divljaštva „...lečenje je bilo u vidu nekakvih nekontrolisanih radnji i pokreta...“ koje će biti prisutne i u kasanijim periodima sve do faze empirije.
Srednji stepen divljaštva
U srednjem stepenu razvoja divljaštva, čovek razvija manuelnu sposobnoste, i izrađuje i prilagođava oruđa i oružja koja su mu potrebna za svakodnevni život. U ovom razdoblju „primitivni čovek“ otkriva vatru i počinje da razvija „...demonistička verovanja u poreklo bolesti. Svaku bolest ili povredu on pripisuje nekom neslućenom demonu...“
Viši stepen divljaštva
U višem stepenu divljaštva - kada se formira "Homo Sapiens", čovek sve više napušta pećinski način života i živi u sopstvenim rukama sagrađenim objektima (kolibama, sojenicama itd). Počinje da obrađuje zemlju i za taj rad koristi domaće životinje.

### Varvarstvo
Varvarstvo je epoha koju karakteriše razvoj ljudske ličnosti i njegove svesti. U njemu čovek sve više izrađuje oruđa i bavi se pojedinim delatnostima. Formiraju se zajednice ljudi, prema suprotnom polu i deci, a počinje i podela ljudi unutar samih naseobina. „U ovakvo organizovanom načinu života, u Varvarstvu se odnosi - a pre svega briga o zdravlju - organizuju na nivou samopomoći. Tu se javljaju prvi oblici fitoterapije ali i medicine, koji će se pod uticajem spoljnih faktora, bazirati na razvoju stečenog iskustva. Ovo će iskustvo vremenom preći u suvereni oblik lečenja.“

### Primitivni narodi
U skladu sa karakteristikama primitivnog načina mišljenja, načina života i društvenom organizacijom najnižeg nivoa, razvijala se i magičnoreligiozna medicina a u okviru nje i fitoterapija. Vračevi, magovi, čarobnjaci, šamani  itd, nisu lečili primenom prirodnih agenasa već, tobože čarobnom moći i od boga datim znanjem.
Razmišljenja primitivnih naroda odlikuje "animizam" ili "fetišizam"; svi ljudi i objekti po njima su imali dušu, i ona je iz čoveka odlazila za vreme spavanja ili nakon smrti, ali je i dalje prisutna u životu, i prelazi na zdrave i u njima uzrokuje bolesti. Zato da bi se ona izbacila iz tela, praistorijski čovek je smatrao da treba posegnuti za raznim vrstama „trikova“. Dakle, bolest ulazi u čovekovo telo i njegovu dušu i da bi se telo i duša, očistili-izlečili potrebno je iz tela izbaciti zlog duha. Primitivni narodi su takođe smatrali da su glavni uzroci bolesti čaranja (bajanja) drugih osoba, hirovi demona ili kazne razjarenih bogova.
Iscelitelji, toga doba su bili uglavnom sveštenici, jer se lečenje smatralo svetim obredom. Među isceliteljima je bilo i onih koji su se „lečenjem“ bavili radi sticanja povlašćenog društvenog položaja. Među njima se izdvajaju i iscelitelji prema „subspecijalnostima“, jedni za lečenje različitih bolesti, kao što su se (npr. kod Asteka), javljali vračevi, i šamani ili čarobnjaci (u Aziji i Africi.) (ticitl) koji su više bili upućeni u čarobne postupke (teomiquetzan) npr. lečenje rana i povreda u borbi, ili (tlamatlquiticitl), babice zaduženi za praćenje trudnoće.
Istovremeno sa sveštenicima bilo je i umnih pojedinaca, koji su, prosmatrajući okolnu prirodu, slučajno izvodili zaključke o lekovitim svojstvima određenih biljaka i ta svoja otkrića primenjivali u lečenju bolesti. Kasnije su od tih osoba nastali ljubitelji filozofije, naučnici, i sveštenici koji su se bavili „umetnošću lečenja“. Brutalan način života u kamenom dobu pokazao se brojnim povredama na iskopanim kosturima. Većina rana nalazi se na glavi, što je zavisilo o prirodi bitaka toga vremena, i strelica koje su se zabijale u različite delove tela. Frakture kostiju se takođe često susreću, a ishod njihovog izlečenja nameće pretrpostavku da su one mogle zarsti samo primenom odgovarajuće imobilizacije, najverovatnije primenom zavoja od gline i raznih od biljaka sačinjenih obloga. Znači još u paristoriji ljudi su znali da izvode hirurške zahvate (imobilizacije i amputacije udova, rasecanje apscesa, trepanacije lobanje itd). U ovim zahvatima koristili su i neku vrstu dezinfekcije, ispiranje instrumenata i rane kokosovim mlekom, ali i veoma surovu metodu spaljivanja krvarećih rana.
U arheološkim ostacima ranog Homo sapiensa retko se mogu naći osobe starije od pedeset godina, tako da na ostacima postoji vrlo malo dokaza o degenerativnim ili drugim bolestima koje se javljaju u starosti, ali zato ostaci obiluju, nalazima koji sa znacima bolesti ili povrede, zbog života na otvorenom u surovim uslovima.

## Stari vek
Stari vek je epoha razvoja ljudskog društva, koji je najduže trajao. Proteže se od pojave prvih civilizacija i prve pismenosti (4000. - 3000. p. n. e. pa do propasti Zapadnog rimskog carstva 476. godine). Termin stari vek obeležava istorijografiju istorijskog doba nastanka prvih civilizacija na Srednjem istoku u oblasti Sredozemnog mora i u južnim i istočnim oblastima Azije.
Stari vek obeležava i nastanak velikih monoteističkih religija, i nove kulture na monoteističko-religijskoj platformi i tumačenje da su bolesti, a posebno epidemije, npr. kuge, kazna ljudima zbog ogrešenja o božije zapovesti.
Montaigne u svojim delima navodi da su u vavilonskom društvu (dve ili tri hiljade godina p. n. e.) „svi ljudi bili lekari“. Vavilonci su imali običaj da bolesnika ili ranjenika donesu na neko javno mesto gde ga je svako mogao videti i pregledati, sa ciljem da se među narodom nađe neko ko može da mu pomogne, ili preporuči nei lek
U tom društvenom razdoblju dužnost zdravih je bila da pregledaju obolele i daju koristan savet koji su stekli na osnovu svog višegodišnjeg iskustva. Tako se tokom vremena razvila praksa (koja i danas postoji) da ljudi drugima daju savete o bolestima i povredama koje su sami imali ali i o oblicima fitoterapije koju su uspešno primenjivali. Tako se tokom vremena još u starom veku začeo sistem medicinskih grupa za razne bolesti tako da je za svaku bolest postojao poseban specijalista, ali i dobar poznavalac određenih oblasti fitoterapije.
Brojni stavovi o bolestima, bolesnim stanjima, a posebno veštine lečenja iščezlih drevnih civilizacija očuvani do današnjih dana u narodnoj (tradicionalnoj) medicini na svim kontinentima. Narodna medicina starih naroda bila je ugrađena u vrednosti njihove kulturne tradicije i običaja.

### Stare medicinske kulture van Evrope
Kako su se na zemaljskoj kugli prve kulture, države i gradovi stvarale i razvijale van Evrope, tako su i koreni najstarijih medicinskih sistema najvećim delom nastajli na osnovama specifične umetnosti i filozofije vanevropskih područja sveta; Meksiko, Peru, Mesopotamija, Egipat, Izrael Indija i Kina.

#### Mesopotamija
U području između reka Tigar i Eufrat, naseljenom Sumercima, Akađanima, kasnije Vaviloncima i Asircima, poznato pod nazivom Mesopotamija. Ona je jedno od najvažnijih područja u istoriji čovečanstva.
Oko četiri hiljade godina pre Hrista osnovani su na ovim prostorima prvi sumerski gradove, a u više od tri hiljade godina ova četiri kulture koje su cvetale, karakterisala je najranija upotreba pisanog jezika (klinasti) koji je preživeo i do danas na mnogim glinenim pločama i gravirama. Upravo zahvaljujući prenosu, naučnih, socijalnih i administrativnih informacija, današnji istoričari medicine i farmacije nalaze najstarije medicinske pisane tragove, koji dosežu do petog milenijuma pre nove ere. Zbog svega ovoga, Mesopotamija je poznata i kao „kolevka civilizacije“.
Od svih tih glinenih ploča oko 800 ploča, je posebno posvećeno medicini. Tako je na pločici pronađenoj u Nipuru (Nippur) (koja se danas smatra najstarijim pisanim medicinskim dokumentom) zabeleženo nekoliko recepata za lečenje.
U Mesopotamiji je medicina imala i svog boga zaštitinika. Njegov simbol je bila zmija koja obavija žezlo i potiče iz trećeg milenijuma pre n.e. Kult zmije postojo je i kod svih drevnih naroda, preuzeli su ga Grci a on se održao sve do danas.
Medicina vavilonsko-asirske kulture je izraženo magično-religiozna, većim delom sumarskog porekla. Lečenje je bilo po pravilu povezano sa magijom i jako složenim ritualom. Oni su smatrali da bolesti nastaju kao posledica dejstva demona, da su sva događanja međusobno intimno povezana i da najtačnije podatke o bolestima ljudi daje posmatranje zvezda i jetre žrtvenih životinja.
O anatomiji se znalo jako malo. Srce je smatrano središtem inteligencije, a krv nosiocem života i svih stanja u organizmu.
U ovoj kulturi snovi su imale važan značaj, jer se na osnovu njih poricala sudbina. Vavilonci su veliki značaj davali i brojevima, pa su u medicinu uveli pojmove „kritičnog dana“, (npr. 7, 19 ili 21 dan u mesecu ili od početka bolesti) kada se bolest menja ili kada lekar ne sme remetiti prirodni tok bolesti. Iako su bili uvereni da zvezde upravljaju tokom zaraznih bolesti, i da se tok epidemije odvija po zakonima aritmetike. Religiozni zakoni koje su primenjivali Vavilonci, jednim delom, bili su i progresivni jer su propisivali primenu principa; izolacije obolelih sa znacima gube, upotrebu čiste vode i održavanja čistoće i lične higijene.
Najstariji vavilonski tekstovi o medicini datiraju iz razdoblja prve polovine drugog milenijuma pre Isusa. Najopsežniji vavilonski medicinski tekst, Dijagnostički priručnik napisao je lekar Esagil-rod-apli iz Borsippa, za vreme vladavine vavilonskog kralja Adad-apla-idina (1069-1046. p. n. e.). Esagil-rod-apli je otkrio razne bolesti i njihove simptome koje je opisao u svom dijagnostikom priručniku (npr.simptome epilepsije i srodnih bolesti)
U vreme Starog vavilonskog carstva koje svoj puni razvoj dostiže u vreme Hamurabija (1792.p.n.e–1750.pne ), donet je i prvi pisani zakon robovlasničkog društva – „Hamurabijev zakon“, u kome se su između ostalog bili regulisani i honarari hirurga za lečenje, ali i teške kazne za neuspeh.
...„Ko povredi nekog u tuči mora platiti lekara...Lekar koji izleči prelomljeni ud treba dobiti pet srebrnjaka...Ako lekar nekog operiše nožem neka dobije deset srebrnjaka, a ako je pacijent rob neka njegov gospodar plati lekaru pet srebrnjaka...Ako pacijent umre krivicom lekara ili izgubi oko treba lekaru odrezati obe ruke... Ako je bolesnik bio rob lekar ga mora nadoknaditi drugim robom.“U slavnom Hamurabijevom zakoniku, pored ostalog spominju se i lekovite biljke, poput sezama i njegovog ulja.
Vavilonci su uveli i neke osnovne principe medicine kao što su dijagnoza, prognoza, fizički pregledi, recepti lekova. Osim toga, Dijagnostički priručnik iz tog doba uveo je metode terapije i etiologije i primenu empirizma, logike i racionalnosti u dijagnozi, prognozi i terapiji.
U prognostičkim priručnicima toga doba, opisuju se i simptomi bolesti (npr. bronhitisa, zapaljenja pluća, kamena u bubregu), sa dijagnozom i prognozom. Upotrebljavane su i lekoviti agensi opijum, kukurek, hašiš i razni minerali za lečenje kožnih i očnih bolesti.
Mnogi nazivi na pločicama, koji zbunjuju, poput naziva „mast lava”, najverovatnije su slične pojmovima koje i danas koristimo („tigrova mast”) i koje nemaju puno veze sa životinjama. Ipak, znamo da su na području današnje Mesopotamije koristili timijan, mirtu, vrbu, senu, sladić, smokvu i metvicu (ne ljutu metvicu, koja se kao hibrid pojavila mnogo vekova kasnije), one iste biljke koje su planetarno poznate i danas.
Mesopotamiji dugujemo i saznanja o korištenju toksičnih biljaka od kojih su neke i danas u upotrebi u službenoj medicini, poput bunike, mandragore, maka, velebilja i indijske konoplje. Na području Mesopotamije spravljali su se mahom vodeni ekstrakti (dekokti, infuzi i macerati), koji su se vrlo često spravljali sa raznim mineralima, pa se smatra da je ovakav pristup imao veliki uticaj na ajurvedsku medicinu.

#### Stari Egipat
Tokom tri hiljade godina duge istorije drevnog Egipta razvijala se na ovom prostoru i u ovoj kulturi, raznovrsna i uspešna medicinska tradicije. Herodot je za vreme boravka u Egiptu dobio od sveštenika, u Memfisu, Tebi, Heliopolisu i Saisu značajne podatke o stanju egipatske medicine i ta saznanja pretočio u svoje zapise u kojima je zabeležio da,... "u Egiptu ima lekara za razne vrste bolesti".
U Homerovoj Odiseji nailazimo na deo teksta u kome on kaže da je Egipat zemlja; čije plodno tlo proizvodi mnogo lekova i da je u njemu svaki čovek doktor.
Egipatska medicina je u velikoj meri magična, ali sa magijom se paralelno razvijalo i naučno razmišljanje u područjima kao što su; medicinska astrologija, botanika, фитотерапија, minerologija, anatomija, javno zdravlje ili klinička dijagnostika, što je u ono vreme predsvljalo veliki napredak na putu razumevanja mnogih bolesti. U velikoj grupi tekstova tzv. popularnog hermetizma, koji su pripisani legendarnim Egipćanima Nehepsu, Petozirisu i Hermesu Trismegistu, (3. vek p. n. e.), navodi se i očigledna prisna veza između astrologije i medicine. Tekstovi obrađuju područje botanike, mineralogija, ali i medicine i medicinske astrologije u kojima se određene lekovite biljke, minerali i delovi ljudskog tela povezuju sa znacima zodijaka, sa planetama i njihovim međusobnim položajima itd...„U svim tim astrologijsko-alhemijsko-magijskim traktatima osnovna je pretpostavka teza o međusobnoj povezanosti svih delova kosmosa, teza o delovanju zakona simpatije i antipatije...“ na telo čoveka i njegovo okruženje. Astrologija pri tome ima važnu ulogu u medicini, ne samo u predviđanju toka bolesti, već i u lečenju.
Za uvid u stepen razvoja i izučavanje nekih aspekata drevne egipatske medicine danas su na raspolaganju medicinski papirusi iz razdoblja od oko 1900. p. n. e. do 1200. p. n. e., kao najznačajniji dokaz razvijenosti medicine u starom Egiptu, koji su sačuvani do naših dana. Te svojevrsne medicinske rasprave, kojih je za sada nađeno osam, potiču doduše iz ranijeg perioda, od 12. do 20. dinastije, ali oni praktički reflektuju daleko starija medicinska saznanja još iz Starog carstva. Nauci su poznata tri drevna spisa - Papirus Kahun, Papirus Smit i Papirus Ebers, i jedan prepis drevnih spisa Batijev papirus.
- Papirus iz Kahuna (oko 1850. p. n. e..)- posvećen je ženskim bolestima.
- Smitov (Edwin Smith - Njujork) papirus (oko 1550. p. n. e.)- prepis dela iz III milenijuma p. n. e.- (koji po sadržaju podseća na hirurški udžbenik) sastoji se iz dva dela: jedna je iz anatomije (najveći deo je Knjiga o krvnim sudovima srca), a druga iz hirurgije. U 48 poglavlja vodi se rasprava o ranama i povredama prema anatomskim regijama. Svako poglavlje sadrži pet delova: prirodu rane, ispitivanje simptoma, dijagnozu, lečenje i prognozu preživljavanja. I pored toga što je nepotpun, papirus dosta verno oslikava egipatsku hirurgiju. Knjiga iz hirurgije sadrži opise 48 slučajeva, povreda, rana, prelome, iščašenja i tumora. Za sve slučajeve opisi su posebno dati i po težini klasifikovani kao: bolest koja se leče, bolesti si kojima se bori i bolest koja se ne leči. Detaljno su opisane povrede glave, grudnog koša, kičmenog stuba i data uputstva za njihovo lečenje. Opisana je repozicija vilice, imobilizacija dugih kostiju, šivenje i lečenje rana. Opisana je i traumatska aneurizma, a dato je upozorenje da se neki apscese (npr. tuberkulozni) ne otvaraju.
- Papirus (Georg Ebers - Lajpcig) Ebers (oko 1550. p. n. e.) za istoriju medicine ima veći značaj od Smitovog papirusa,i glavna je knjiga staroegipatske medicine i farmacije. Georg M. Ebers, nemački egiptolog je 1872. uspeo da pronađe još jedan drevni medicinski spis, papirusa dugačak oko dvadeset metara, sa 108 kolona hijeroglifa. Papirus je pisan istim jezikom i pismom kao Smitov i verovatno potiče iz istog perioda (oko 1550. p. n. e.). Priručnik je sastavljenom iz poglavlja o unutrašnjim, očnim, kožnim, ženskim i hirurškim bolestima. Sastoji se od 108 gusto pisanih odlomaka, na hijeratskom pismu. Recepti su svrstani prema bolestima, a nakon naslova dat je u nastavku pregled bolesnika sa dijagnozom i načinom lečenja. U Ebersovom papirusu detaljno je obrađeno krvarenje, što nije slučaj sa Smitovim. U tom kontekstu, pisac papirusa upozorava;
...“džep pun elastične tečnosti (cista, apsces) treba da se leči presecanjem”... ali i da se pri tome ...“vodi računa o krvnim sudovima. Ukoliko krvarenje potiče iz krvnog suda ili otoka (hematom, aneurizma) krvnog suda, moraš ga liječiti nožem koji se zagrije u vatri a ukoliko je krvarenje veliko iz rane (krvnog suda), moraš je spaliti vatrom“...
- Batijev (Chester Beatty - London) papirus- prepis je originala iz 13 ili 14 veka p. n. e., – u kome su opisane bolesti anusa. Ovaj zapis se nalazi u Britanskom muzeju u London (Chester Beatty)

Koliki su značaj egipćani pridavan organizovanom pružanju medicinskih usluga stanovništvu, govore podaci u papirusima da su tokom izgradnje piramida, njeni akteri imali organizovanu medicinsku zaštitu na visokom nivou. Na gradilištima piramida postojale su tzv "swnw gereget" ili "kolonije lekara" za svaki kamp posebno. Zaposleni i radnici uživali su i pravo na zdravstveno osiguranje. Zanimljiv tekst u zapisima prikazuje; „...da je jednom od zaposlenik koji je zbog povrede oka na radu hram u kome je radio trebao da platiti sve troškove njegovog medicinskog lečenja“.
Pored brojnih dokaza o razvijenosti medicinske delatnosti u starom Egiptu malo je ostalo po imenu zabeleženih lekara. Prvi lekar u starom Egiptu i pisanoj istoriji sveta čije je ime ostalo zabeleženo, bio je čovek po imenu Imhotep. Osim što je bio proslavljeni egipatski graditelj piramida, bio je i lekar, a vladao je i najvećom državom toga doba na svetu. Imhotep, je (prema drevnim spisima) osnovao i veliko svetilište – "hram zdravlja" (kombinaciju hrama i lečilišta), u blizini Sakare, koje je u vreme vladavine Ptolomejaca prozvano Asklepijon, (prema legendarnom grčkom lekaru Asklepiju). Prema brojnim predanjima u "hram zdravlja", hiljadama godina su dolazili bolesnici iz svih krajeva tadašnjeg sveta, (neplodni, sakati, slepi gubavi, padavičari) i svi koji su smatrali ili čvrsto verovali da se jedino na ovom mestu, i na medicinskim tradicijama mudrog Imhotepa, mogu osloboditi svojih bolesti.
U „hramu zdravlja” Imhotep je osnovao i medicinsku školu koju su vodili njegovi učenici, prvoj u istoriji poznatoj školi u kojoj se moglo dobiti organiziovano profesionalno medicinsko obrazovanje. Imhotepova škola medicinskog obrazovanje zasnivala se na spoju bogatog medicinskog iskustva i vrhunskog poznavanja lekovitog bilja i tradicionalnog lečenja magijom.
Imhotepa su Egipćani slavili kao mudraca i dve hiljade godina kasnije. Štaviše, čak su ga i u ptolemejskom dobu poštovali pod grčkim imenom Imuthes kao boga medicine Imhotep je bio jedan od retkih smrtnika tog doba čije je postojanje u istoriji potvrđeno činjenicom da je njegovo ime nađeno urezano na postolju kipa samog faraona Džosera. Imhotep je jedna od najvažnijih ličnosti iz drevne istorije, čovek koga su istoričari nazvali prvim poznatim genijem, što dokumentuju i njegove skulpture iz toga doba na kojima je prikazan kao mudar pisar koji sedi sa smotanim papirusom na dlanovima i predano zapisuje.

### Arapska fitoterapija
Uzajamni uticaji vizantijske i arabljanske civilizacije, kao interakcija, koja je bila plodotvorna za obe kulture - dobro su poznati, kao i činjenica da je medicina u arabljanskom svetu, delom oslonjena na antičku grčko-rimsku tradiciju, dostigla vrlo visok nivo razvoja.
Savremeni naučnici, ne bez izvesnog čuđenja, naglašavaju da su Galenovi tekstovi, odnosno njihovi prevodi na arapski, vrlo brzo našli svoj put u arabljanskom svetu. U vezi s tim treba napomenuti da
nema dokaza da su muslimanski osvajači uništili tradiciju lekarstva koju su zatekli u Aleksandriji, već su je šta više unapredili.
Zato za ovu medicinu koja je primarno demonistička, kažemo da je glavni naslednik grčke medicine koju su arapi preveli u periodu od 7. do 9. veka,  upotpunili je vlastitim iskustvom i kasnije opet je predali zapadu, čija je medicina u međuvremenu nazadovala.
U najranijoj fazi arapska medicina prolazi kroz demonističku fazu koja traje do pojave Muhameda kada ulazi u religioznu, a zatim u naučnu fazu i širi se u svim zemljama koje Arapi osvajaju.
U 8. vek arapi počinju stvarnje sopstvenih dela koja su u početku kompliacije, da bi u 10. veku u vreme najvećeg sjaja arapske medicine, istiklipersijanci;
- Razes (Abu Bekri Muhamed ibn Zakarija al-Rasi, 850. – 933), najveći kliničar srednjeg veka, koji je živeo u Bagdadu gde je radio kao upravnik bolnice. Izdao je medicinsku enciklopediju od 226 delova grčkih i arapskih autora «Sadržaji» i  "Kitab al Mansuri" (Ćitab) delo od 10 knjiga o kozmetici, toksikologiji, hirurgiji. Razesovo najpoznatije delo je o boginjama i ospicama jer ih je on prvi uspeo da razlikuje. Razes se protivi svakom praznovjerju i šarlatanstvu.
- Avicena (Abu Ali ibn Sina, 980–1037, koji je sakupio sva grčko-rimska i arapska medicinska znanja stvorena do tada i osmislio kodeks Kanon (Canon), čija je primena bila neprikosnovena u narednih pet vekova) i u kome navodi oko 760 lekova. Svoju sposbnost za lečenja Avicena je pokazao još kao šesnaestogodšnjak kada je na predlog svojih starijih kolega liečio sultana. „Živeo je dosta neuredno, a umro je od leka koga je sam sebi pogrešno sačinio protiv grčeva u stomaku...“[29]
- Abul Kasim, koji je živeo u 10. veku i radio u Andaluziji, bio je najpoznatiji arapski hirurg, koji je svoja iskustva opisao u priručniku za celokupnu medicinu Al-Tasrif.

Medicinske škole u arapskom svetu toga doba postojale su u Siriji i Persiji. U Persiji u Dundusapuru, a u Siriji u Nisibisu i Edesi. Škole se u 762. sele u Bagdad. Arapska religija je zabranjivala seciranja leševa, te arapska medicina nije mnogo doprinela izučavanju anatomije, niti hirurgije, možda i zbog religioznih predrasuda (straha od noža)? Arapi nisu koristili nož za „ulaženje u ljudsko telo“, a za zaustavljanje krvarenja koristili su kauterizaciju... „Od kliničkih grana arapski lekari su najviše unapredili oftalmologiju. Ali ibn-Isa opisuje u svojoj knjizi Dhakhirat al-Kahhalin (Priručnik za oftalmologe) 130 različitih očnih bolesti, a proučavali su i optiku.“
Posle osvajanja Sicilije i Španije, arapska medicina se na ovim prostorima neguje i najduže održava, a najviše u Kordobi i Palermu. Najveći značaj arapske medicine je u povezivanju antičke i buduće zapadnoevropske medicine. Upravo, rabizam je glavna osobina sholastičke medicine. Nakon prodora i osvajanja Bagdada od strane Mongola (1258) arapska medicina je zamrla.

### Starožidovska fitoterapija
Prema podacima iz Biblije, Jevreji su prvo živeli u okolini grada Ura u Mesopotamiji; odakle ih je doveo u Hanan patrijarh Avram (oko 2000. p. n. e.), a njegov unuk Josif ih je odveo u Egipat, gde su ih faraoni naselili u zemlji Gosen. Koreni jevrejske religije ili judaizma potiču još iz nomadskog perioda, kada su Jevreji obožavali razne prirodne pojave. Tako da je jedan od glavnih jevrejskih bogova bio je Jahve ili Jehova, bog vetra, oluje i vatre.
Dolaskom Mojsija jevrejska vera postaje izrazito monoteistička, zasnovana na Deset Božjih zapovesti, prinošenje životinjskih žrtava, teokratiji i strogom formalizmu; nema lekara, bog leči sve, a sveštenici su božji posrednici, nema nikakvih terapeutskih tendencija, sve je propisano u svetim knjigama. Mojsije u svojoj 3 knjizi navodi uputstva o održavanju čistoće i kaže: „nečista je žena za vreme menstruacije i nakon poroda, nečist je gonoroičar, leš (Broj. 19  11–19)“ i propisuje ritualne kupke, obrezivanje, ritualna klanja životinja i njihov ritualni pregled. Vodi se briga za zdravlje čitave zajednice, a ne samo pojedinca. Tako se obrezivanjem smanjuje širenje venerične bolesti a zabrana jedenja svinjskog mesa sprečava trihinelozu.
Nakon uništenja Jerusalimskog hrama prestaje bogosluženje, a verski centri postaju sinagoge. Ulogu sveštenstva preuzimaju rabini a verski obredi sastoje se iz molitve i čitanja Tora. Pored Tora, veliku važnost ima Talmud — srednjovekovna zbirka rasprava koje su vodili rabini o Jevrejskom pravu, etici, običajima i istoriji. U svojim obredima sveštenstvo je koristilo Talmud koji je sadržao Halakhah (propise) i Hagadu (predanja, tradicije, medicinu, astronomiju itd.). Talmud je davao veliko medicinsko znanje rabinima oko poznavanja zdravlja životinje, ginekologije, anatomije i visoko razumevanje lekarske etike. Židovska medicina koja je kasnije izvršila veliki uticaj na početku razvoja hrišćanske medicine, nije bila kurativna već preventivna.
Na kasniji razvoj židovske medicine važanu ulogu odigrao je Novi zavet. U Bibliji se na više mesta spominje osoba koja priprema masti (neka vrsta preteče apotekara), pa su židovi počeli da uzgajaju aromatične biljne vrste i začinsko bilje, i od njih pripremali lekovite rastvore u vinu, sirćetu itd...

### Staroindijska fitoterapija
Klasična - staroindijska medicina nastala je i razvijala i razvijala se u periodu od dosaljavanja arijevskih plemena sa severa u međurečje Inda i Ganga (oko 15. veka p.n.e) do saracenskih osvajanja (oko 1. veka p. n. e.) kada se pomešala sa grčko-arapskom medicinom.
U najranijoj fazi staroindijske medicine (od 15. veka p. n. e. do 5. veka p.n.e), koja se naziva vedskim (zbog celokupnog znanja sadržanog u svetim pesmama Vedama), lečenje je mistično-religiozno, sa tipičnim inkantacijama. Sveštenici kojima je bilo zabranjeno da se žene sa djevojkama u čijim je porodicama bilo obolelih od tuberkuloze, gube ili padavice (eugenička zaštita), u svom isceliteljskom radu koristili su nešto stariju Atharva Vedi i nešto mlađu Rig-Vedi, svete knjige sa molitvama i čarolijama za izlečenje bolesnika.
Prema Vedama, bolesti su demoni; koje treba oterati magičnim ritualom, ali se istovremeno u Vedama, nalaze i vrlo razumljivi higijenski propisi.
U 11. veku p.n.e. sveštenici napuštaju medicinu i njome se bave „obični ljudi“. U Indiji se stvara se naučna medicina, koja se u najranijoj fazi karakteriše pre svega zakonom čistoće, dok je lečenje bolesti od manjeg značaja, ali i takvi zakoni su bili bitni za medicinu. Propagira se obavezno pranje ruku pre i posle jela, nakon dodira mrtvaca, nečistih predmeta i nečistih delova tela, žena su se obavezno kupale nakon menstruacije i nakon poroda, zabranjivano je uživanje pojedinih jela, a alkohol je strogo zabranjen.
Klasična indiska medicina zabeležena u sanskritskim delima naziva se ajurvedskom. Ajurveda je sanskritska složenica sastavljena od dva pojma – Ajus, život i Veda, znanje (ili znanje o celokupnom opsegu života). Zato i razumevanje zdravlja i briga o zdravlju, koje se u ajurvedi naziva svasta (sanskrit. celina), zahteva da se uzme u obzir celina života. Ajurvede ima za cilj ostvarenje savršenog zdravlja, stanja potpunog duhovnog, mentalnog, telesnog i socijalnog blagostanja.  Najstariji tekstovi: - Rigveda i Atharvaveda (5. vek p. n. e.). Ćaraka Samhita i Sušruta Samhita zapisani su pre oko (3. vek p. n. e.)... „Faktor vremena doveo je do fragmentacije Ajurvede - funkcionalnog razdvajanja pojedinih pristupa i postupaka, koji su se kao pojedinačni održali unutar tradicionalnih ajurvedskih porodica i škola Ajurvede.“
Grane Ajurveda medicine su:
- Interna medicina (Kaja Ćikitsa),
- Pedijatrija (Kaumara Brhitja),
- Psihijatrija (Bhuta Vidja),
- Otorinolaringologija i oftalmologija (Šalakja Tantra),
- Hirurgija (Šalja Tantra),
- Toksikologija (Agada Tantra),
- Gerijatrija (Rasajana, Tantra),
- Eugenika i afrodizijaci (Vađekarana Tantra).

Indijci su prvi narod sa stručnom medicinskom literaturom, koja nastaje još u 6. veku p. n. e.. Pisana svedočanstva o ajurvedskoj medicini ostala su zabeležena u tri velika zbirna dela (tri Samhite). Prvu knjigu o unutrašnjim bolestima, napisao je Atrej, (čija dela nisu sačuvana ali se on spominje kao prvi veliki učitelj Ajurvede).
Prvu hirurgiju, napisao je Sušruta od 7. - 4 veka p. n. e., (čije je delo doživelo preradu u 2. veku p.n.e. od strane Cara pod nazivom "Sambita" i Vagbhata. Treću knjigu napisao je kašmirski lekar Čaraku, za koga se misli da je živeo u 2. veku.
Indijci su odlični posmatrači promene u ljudskom telu i terapeuti, iako nisu posedovali veća znanja iz anatomije jer nisu vršili sekciju leševa: 
„Zato u njihovoj fiziologiji i patologiji dominira spekulativno-filozofska nauka, jedva razumljiva za evropski školovane lekare. Ideja vodilja ove medicine je dinamamičnost procesa (organi nisu, nego nastaju; karakteristični deo udova nisu statične kosti, nego dinamični zglobovi), stvaralačka uloga vatre i svetla; pokretačko značenje vetra (tj nekog pneumatskog principa), sastav organizma od 5 elemenata (voda, vatra, vazduh, zermlja i etar) koji procesima varenja u organizmu prelaze u u sedam osnovnih supstanci ili dhatusa (telesni sok, krv, meso, mast, kost, kičmenu moždinu i spermu). Dimanička ravnoteža navedenih sedam dihatusa i još tri energetska principa ili dosas (vazduh, žuč i sluz) su glavni činioci zdravlja, čiji poremećaji uzrokuju pojavu bolesti.“
Dijagnostika indijskih lekara je vrlo kvalitetana, i u njoj lekari osim auskultacije i palpacije upotrebljavaju i čulo ukus i mirisa. Izmišljaju razne protuotrove za bolesti, pa se tako navodi oko 760 različitih lekova, od kojih su najvažnija bila sredstva za čišćenje, znojenje, povraćanje, kijanje, inhalaciju, lekovite kupke, (svaka grupa za otstranjivanje viuška jedne od tri danvedenih dosa), a postoje i indicije da je korišćeno dejstvo žive za lečenje sifilisa. Posebnu pažnju indijski lekari posvećivali su nezi i higijeni; novorođene dece, trudnica i bolesnika.
Hirurgija u staroindijskih lekara je veoma jako razvijena. Oni su hirurškim putem odstranjivali žučni kamen, operisali očnu mrenu, fistule završnog creva (rektuma) i obavljali teške trbušne zahvate kod vezanih creva (ileusa). Bavili su se i plastičnom hirurgijom nosa, nosne pregrade itd. U toku lečenja poseban indijski lekari poseban značaj pridavali su čistoći i zaustavljanju krvarenja prilikom operacija pa su često vršili i podvezivanje krvnih sudova.
Oftalmologija u indijaca je bila vrlo jaka. Njihovi očni lekari lečili su oko 70 bolesti oka, a u toku operacije mrene, upotrebljavali su i magnet za vađenje metalnih predmeta iz oka.

## Stara Grčka
Оpisi lkovitih biljaka u staroj Grčkoj civilizacijia nalazimo u delima Ilijadi i Odiseji u 8. veku p. n. e, ali i u delima Hipokrata, Diokla od Karista, Teofrasta, Krateusa, Pedanija Diskorisa i drugih.
Hipokrat (grč. Ἱπποκράτης, 460-375. p. n. e.) koji se smatra ocem moderne racionalne medicine, prema kasnijim pisanim podacima, koristio je u svom radu preko 800 različitih, mahom biljnih lekova. On je uveo mnoge pojmove koji se i danas oriste u medicinskoj nauci. On je među prvima napravio podelu na neke oblike (endemske bolesti, epidemije, kronične, akutne), opisao tok bolesti i neprestano naglašavo prirodan uzrok bolesti, čime je želo da razdiji mističnu komponentu bolesti od kauzalne, prirodne komponente. Prema pisanim podacima Hipokrat je obilno koristio, gorke biljke poput gorkog pelina i kičice za lečenje groznice, beli luk protiv crevnih parazita, otrovni Asarum europaeum (kopitnjak) kao emetik, te celer, peršun i šparogu kao diuretike, a hrast i nar kao adstringense.
Dioklo od Karistosa (grč. Διοκλῆς ὁ Καρύστιος, 4. vek p. n. e.), prema Pliniju starijem bio je drugi poznati lekar nakon Hipokrata. On je opisao bezbroj lekovitih biljka, ali i mnogo anatomskih struktura. Njegova dela nisu sačuvana u celosti, već su mahom prenesena kroz dela drugih, grčkih i rimskih lekara i filozofa.
Teofrast (grč. Θεόφραστος, 371 -287. godina p. n. e.) bio je učenik Platona i Aristotela, koji je, iako se primarno bavio naukom i metafizikom, postao poznat i po dva kapitalna djela, najčešće preko rimskih prevoda - Historia Plantarum i De Causis Plantarum. Nakon Aristotelove smrt postaje rukovodilac peripatetičke škole (nazvane tako po kolonadama šetališta u kojima su se održavala predavanja), i dobija na korišćenje vrednu biblioteku, po nalogu makedonskog vlastodršca i polaznika Likeja Demetrija Falerskog, vrt koji se koristi i u eksperimentalne svrhe. 
| „ | Teofrast se prvi kritički pitao što su to biljke, koji su njihovi delovi esencijalni, na osnovu kojih ih karakteristika možemo razlikovati i međusobno grupisati? Time je on nastavio Aristotelovo razmišljanje da sve u prirodi ima funkciju i nalazi se u području između čiste materije i čiste forme. Kao što embrion ima potencijal da postane životinjom, tako je i semenka materija sa potencijalom razvoja u formu biljke. Ali analogija sa životinjskim vrstama nužno donosi teškoće. Nesumnjivo ćemo cvet biljke smatrati delom biljke same, kao što ćemo i njen plod smatrati njenim delom. Ali, zasigurno nećemo za mladunče životinje zaključiti da je deo vlastite majke. | ” |

Tefrast je opiso lekovite biljke prvenstveno sa botaničkog aspekta. Pisao je detaljne kako botaničke, tako i agronomske savete vezane za zemljište, rast i razmnožavanje biljaka čime je postavio temelje moderne agronomije. Profitirao je od osvajačkih ratova Aleksandra Velikog, jer je opiso tada egzotičan biber, cimetovac, miru i tamjan. Teofrast je i prvi uočio pojavu navikavanja na dozu leka, odnosno potrebu da se nakon nekog vremena doza mora korigirati, što će u naučnom smislu biti dokazano u modernoj medicini. Celokupan rad Teofrasta zapravo je sažet u njegova dva kapitalna dela: Historia plantarum i De causis plantarum, koja će sledećih vekova biti temelj znanja u oblasti botanike
- Historia plantarum sastoji se od 9 svezaka. Prva opisuje biljnu anatomiju. Od druge do pete sveske Teofrast daje prikaz drvenastih vrsta, i napomene vezane za njihov uzgoj, tretiranje bolesti i upotrebu drvnog materijala. Šesta sveska opisuje zeljaste trajnice. Sedma sveska opisuje povrtne vrste i njihovu kultivaciju. Osma sveska opisuje žitarice i grahorice. Deveta sveska opisuje biljne smole, sokove i droge namenjene lečenju
- De causis plantarum sastoji se od šest svezaka. Prva sveska govori o biljnom rastu i razmnožavanju, druga o činiocima okoline koji utiču na biljke, treća o kultivaciji biljaka, četvrta o poreklu i uzgoju žitarica, peta o biljnim bolestima i šesta sveska, o ukusima i mirisima biljnih vrsta.

Krateus (1. vek p. n. e.) smatra se prvom osobom koja je nacrtala ilustrirani atlas bilja. Originalno delo nije sačuvano, ali ga spominje Plinije stariji, i zato se smatra da je značajno uticalo na kasnija dela Dioskorida.
Pedanije Dioskorid (grč. Πεδάνιος Διοσκουρίδης, 40—90) grčki lekar koji je služio u rimskoj vojsci, po mnogim istoričarima smatra se „ocem farmakognozije”. Njegovo kapitalno delo „O lekovitim materijama” — De Materia Medica (grč. Περί ύλης ιατρικής) oko 78. godine, čija se najpoznatija i verojatno najstarija kopija iz 6. veka čuva u Austrijskoj nacionalnoj biblioteci. Knjiga je nesumnjivo bila napisana pod uticajem egipatske medicine (npr, neke recepture doslovce su prepisane iz Ebersovog papirusa). Diskorid je opisao 657 biljnih lekova, ali i određeni broj mineralnih i životinjskih lekova.
Uticaj Dioskorida na medicinu i farmaciju je bio toliko veliki da se knjiga koristila kao udžbenik fitoterapije preko 1500 godina. U konačnom oblik Dioskoridovog udžbenika prikaz o lekovitom bilju, zasnivao se na sledećim elementima:
- naziv biljke, sinonimi i slike
- stanište i botanički opis
- delovanje
- medicinska upotreba
- opasne nuspojave
- količina i doza
- sakupljanje, priprema i skladištenje
- patvorenje i način dokazivanja identiteta
- veterinarska upotreba

Mada Dioskoridovo delo ima i danas brojne nedostatke ili pogrešne opise, on je prvi uveo kamilicu u pedijatriju, prvi precizno opisao vrbovu koru kao antipiretik, prvi jasno opisao upotrebu biljaka sa kardiotoničnim glikozidima za lečnje srca (Scilla maritima).

## Napomene
1. ↑  Šaman...„je sveštenik, nešto poput lekara i duhovnog vođe plemena. Šamani su igrali važnu ulogu pri odbrani zajednice od mračnih sila i zlih duhova. Šaman je tunguska reč koja je preko ruskog ušla u ostale jezike sveta. Često se kao sinonimi za šamana koriste čarobnjak, vrač ili medicine man. Jedino šamani danas razumeju tajni jezik prirode i jezik životinja. Vide duhove i razgovaraju sa dušama umrlih.“[10]
2. ↑  Po sumersko-vavilonskom predanju, zmija je od njihovog najvećeg junaka Gilgameša ukrala travu besmrtnosti koju je on nabavio iz morskih dubina. Progutavši travu zmija je postala besmrtna. Pored toga zmija je i božansko bespolno biće. Ningišzid, sumersko-vavilonski bog medicine, naučio je od zmije veštinu lečenja pomoću trava, čuvanja i podmlađivanja zdravlja, i održanja života sparivanjem.[13]
3. ↑  U 9. veku Hunain ibn Ishak – Johannitius prevodi dela Hipokrata, Galena, Oribazija i Pavla iz Egine
4. ↑  Inkantacija;(latinski-incantatio) je omađijavanje, opčinjavanje; formula kojom mađioničari opčinjuju.[33]
5. ↑  Prema tradicionalnom razumevanju, Ajurveda je nastala iz neposrednog uvida vedskih rišija (videlaca) temeljnih prirodnih zakona i ljudske fiziologije - unutar sopstvene svesti i data je, u prvobitnoj formi, kao cela.
6. ↑  Induska anatomija ne daje opise anatomskih struktura već iznosi brojne odnose, zadržavajući se najčešće na brojevima 5 i 7. Indusi su smatrali da u telu ima 360 kostiju
7. ↑  Iako se Teofrast smatra autorom oko tristotinjak rasprava
8. ↑  U Evropi lat. De Materia Medica korišćena kao jedna od glavnih medicinskih knjiga sve do 17. veka.

## Literatura
- Aggarwal, B. B.; Sundaram, C; Malani, N.; Ichikawa, H. (2007). Curcumin: the Indian solid gold. Advances in Experimental Medicine and Biology. 595. стр. 1—75..
- Robson, Barry; Baek, O. K. (22. 6. 2009). The Engines of Hippocrates: From the Dawn of Medicine to Medical and Pharmaceutical Informatics. John Wiley & Sons. стр. 50. ISBN 978-0-470-28953-2.
- Arsdall, Anne V. (2002). Medieval Herbal Remedies: The Old English Herbarium and Anglo-Saxon Medicine. Psychology Press. стр. 70—71. ISBN 978-0-415-93849-5.
- Mills, Frank A. (2000). „Botany”.  Ур.: Johnston, William M. Encyclopedia of Monasticism: M-Z. Taylor & Francis. стр. 179. ISBN 978-1-57958-090-2.
- Fahd, Toufic. p. 815.Missing or empty |title= (help);|chapter= ignored (help), in (Morelon&Rashed 1996, pp. 813–52)
- Diane Boulanger (2002), The Islamic Contribution to Science, Mathematics and Technology, OISE Papers, in STSE Education, Vol. 3.
- Huff, Toby (2003). The Rise of Early Modern Science: Islam, China, and the West. Cambridge University Press. стр. 218. ISBN 0-521-52994-8..

## Spoljašnje veze
- Dario Hruševar. „Položaj i razvoj botanike u razdoblju antike i ranoga srednjeg vijeka.”. Архивирано из оригинала 03. 07. 2020. г. Приступљено 18. 02. 2017. (језик: хрватски)